# La Francheville

La Francheville este o comună în departamentul Ardennes din nordul Franței. În 1 ianuarie 2022 avea o populație de 1.647 de locuitori.